# Leiognathus equulus
Leiognathus equulus är en fiskart som först beskrevs av Forsskål, 1775.  Leiognathus equulus ingår i släktet Leiognathus och familjen Leiognathidae. IUCN kategoriserar arten globalt som livskraftig. Inga underarter finns listade i Catalogue of Life.